# Jonneke de Zeeuw
Jonneke de Zeeuw (Eindhoven, 1987) is een Nederlands culinair journalist, publicist en ondernemer. Ze is oprichter van het online platform Mooncake waarvan ze de naam ook als pseudoniem gebruikt.

## Biografie
In haar geboortestad Eindhoven kwam De Zeeuw in aanraking met recepten die vriendinnen van haar moeder met een Arubaanse en Indische achtergrond aan haar moeder gaven. Haar beide ouders waren vaak op zoek naar bijzondere eetgelegenheden, ook tijdens vakanties. Rond haar 18e jaar verhuisde ze naar Amsterdam.
Ze volgde enkele jaren een studie Media en Cultuur, maar stopte hiermee. Daarna volgde zij een opleiding Kleinkunst aan het Koninklijk Conservatorium van Antwerpen. Daarna woonde De Zeeuw een jaar in Tel Aviv, en reisde ze door Israël, Palestina en Jordanië.
Ze werkte gedurende een aantal jaar als event manager en management assistent, onder andere bij de FD Mediagroup, dat merken zoals het Het Financieele Dagblad en BNR in het pakket heeft.
In 2013 verhuisde ze naar Amsterdam-Oost. In datzelfde jaar begon ze met het platform Mooncake, waarmee zij aandacht ging geven aan restaurants, eethuizen en eetwinkels van verschillende culturen, onder andere uit de Indische Buurt in Amsterdam. De naam van het platform was ontleend aan de maancake die ze eerder in een etalage aan de Zeedijk had zien liggen. Ze gebruikt de naam Mooncake ook als haar pseudoniem.
Zij kwam wekelijks aan het woord tijdens het programma Hemmen van Roelof Hemmen op BNR Nieuwsradio. Ze maakte ook een videoserie voor de Volkskrant. Ook bij de televisieprogramma's Koffietijd en 5 Uur Live kwam ze aan het woord. Voor het laatstgenoemde programma interviewde ze kok Yotam Ottolenghi. Ook leverde ze bijdragen aan het tv-programma BinnensteBuiten en aan tijdschrift delicious.
Ze leidde in de Indische Buurt, in Amsterdam Nieuw-West en in Rotterdam zogeheten foodtours. Daarbij bezocht ze minder bekende restaurants, patisserieën en andere eetgelegenheden uit allerlei culturen.

## Werk als schrijver
In 2018 verscheen haar eerste boek, Mooncake: Het bakboek, met bakrecepten uit diverse culturen in Nederland, zoals de Antilliaanse bolo di cashupete en de Palestijnse kunafeh. 
In 2019 stelde ze een collectie kookboeken samen in de Openbare Bibliotheek Amsterdam.
In 2021 schreef ze All inclusive aan de keukentafel, een pamflet dat handelde over diversiteit en inclusie in het Nederlandse culinaire landschap. Het pamflet bevatte een oproep om zich in elkaars eetcultuur te verdiepen. Ze merkt echter dat ze zelf ook wordt beoordeeld op haar afkomst als een "witte" persoon en haar werk over eetculturen ligt daardoor onder een vergrootglas, en haar werk wordt gezien door activisten als culturele toe-eigening. Volgens eigen zeggen is het overnemen van eetculturen van alle tijden, en ook nu zijn er Nederlandse ondernemers, met diverse achtergronden, die voeding uit andere eetculturen overnemen en dat soort producten verkopen, ook aan mensen uit die cultuur. Zij noemt dat  „360-graden-integratie.” Het jaar daarna verscheen All You Can Eat - de nieuwe eetgids van Nederland, met een beschrijving van 450 adressen rond eten en eetculturen.
In 2023 schreef ze een artikel voor de Volkskrant-serie Ons koloniale verleden in 50 voorwerpen over de bamischijf en de invloed van het Nederlands koloniale verleden op de Nederlandse eetcultuur. Dit artikel werd samen met andere artikelen gebundeld in het gelijknamige boek, eveneens uitgegeven door De Volkskrant.
Ze schrijft naar eigen zeggen alleen over haar positieve ervaringen met voedsel, want ze vindt het zonde van haar tijd om een eetgelegenheid af te breken met een slechte recensie.

## Nevenactiviteiten
Van 2020 tot en met 2022 maakte De Zeeuw deel uit van de Gouden Kookboek-jury, de prijs voor het beste kookboek van Stichting CPNB. Daarnaast was ze jurylid bij de The World’s 50 Best Restaurants.
In 2023 gaf De Zeeuw een lezing tijdens TedxEindhoven: What's cooking in the Dutch melting pot?

## Onderscheidingen
- Foodblogger van het Jaar (2016)[15][16]
- Grootste Voedselkenner van Nederland - de Grote Keuringsdienst Van Waarde Test – De Feestdagen (2020)
- FavorFlav's Culinaire Top 100 (in 2018 op plek 91, 2019 op plek 49, 2022 op plek 5) - FlavorFlav